# توربین آبی

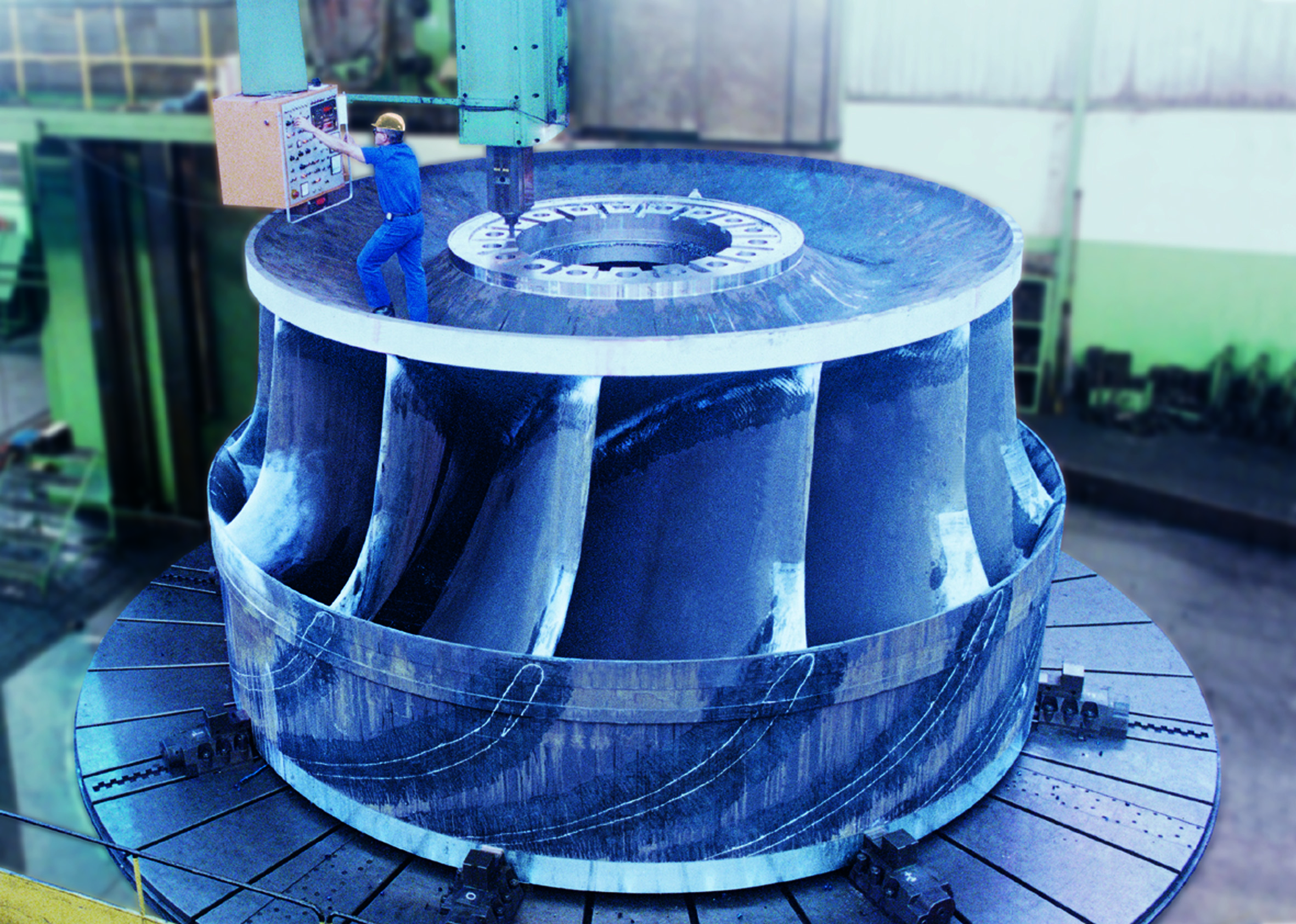
ساخت یک توربین آبی از نوع فرانسیس، ساخت فویت و زیمنس

توربین آبی ماشین متحرکی است که از آب در حال حرکت انرژی می‌گیرد. این توربین‌ها در قرن نوزده میلادی توسعه یافتند و تا پیش از تورین‌های برقی مهم‌ترین منبع تولید قدرت در صنایع بودند. امروزه این توربین‌ها بیشتر برای تولید برق به کار میروند. این توربین‌ها بیشتر در سدها برای تبدیل انرژی جنبشی و انرژی پتانسیل آب به برق مورد استفاده قرار می‌گیرند.

## تاریخچه
چرخ آب برای هزاران سال برای تولید قدرت در صنایع مورد استفاده قرار گرفته‌ است. ضعف اصلی این روش تولید قدرت، اندازه چرخ‌ها است که باعث محدودیت جریان آب میگردد. توسعه چرخ‌های آب به توربین‌های مدرن در طول حدود یک صد سال در دوران انقلاب صنعتی و با استفاده از اصول و روش‌های علمی صورت گرفت. به علاوه، از مواد جدید و روش ساخت نوین که در قرن نوزده موجود بودند برای توسعه این توربین‌ها استفاده شد.
چرخش
واژه توربین توسط مهندس فرانسوی کلود بوردین (به انگلیسی: Claude Burdin) در اوایل قرن ۱۹ معرفی شده‌است و از کلمه لاتین " whirling " یا " vortex " مشتق شده‌است. تفاوت اصلی بین توربین‌های آب اولیه و چرخ‌های آب در مؤلفه چرخشی آب است که انرژی را به یک روتور چرخان می‌رساند. این بخش اضافی متحرک در توربین‌های آبی کمک می‌کند که اندازه این توربین‌ها کوچک‌تر از چرخ‌های آبی با همان توانایی تولید قدرت باشد. چرخش در توربین‌های آبی باعث می‌شود که این توربین مقدار آب بیشتری را در زمان کم تر به عنوان ورودی دریافت کنند.

## نظریه عملی

نمای برشی توربین کاپلان و ژنراتور برق.

جریان آب بر روی تیغه‌های توربین می‌رود، یک نیرو را در پره ایجاد می‌کند. از آنجا که اسپین، این نیرو از طریق یک فاصله (نیروی اقدام از طریق یک فاصله تعریف کار) عمل می‌کند. در این روش، انرژی است که از جریان آب به توربین منتقل می‌شود.
توربین‌های آبی به دو گروه توربین‌های واکنش و توربین‌های ضربه طبقه‌بندی می‌شوند .
شکل دقیق پره‌های توربین آب تابعی از فشار عرضه آب است، و نوع پروانه انتخاب شده‌است.

## طراحی و کاربرد

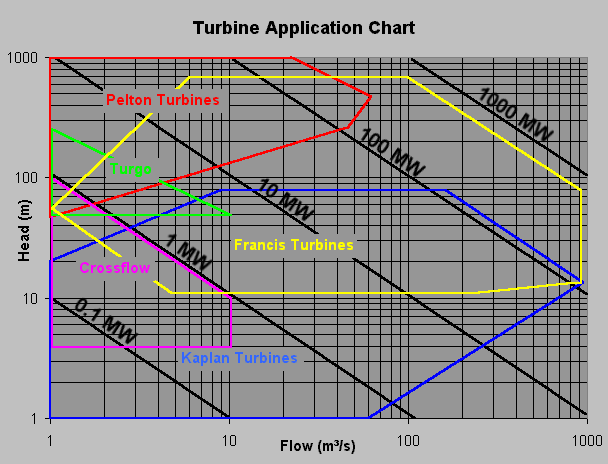
نمودار کاربرد توربین

انتخاب توربین است که عمدتاً بر سر آب در دسترس است، و کمتر بر روی میزان جریان در دسترس است. به‌طور کلی، توربین ضربه برای سایت با هد زیاد استفاده می‌شود، و توربین واکنش برای سایت‌های با هد کم مورد استفاده قرار می‌گیرند. توربین کاپلان با زمین تیغه قابل تنظیم به خوبی اقتباس شده به محدوده وسیعی از شرایط جریان یا هد، از بهره‌وری به اوج خود می‌تواند بیش از یک طیف گسترده‌ای از شرایط جریان به دست آورد.
توربین‌های کوچک (اغلب کمتر از ۱۰ مگاوات) ممکن است شفت افقی داشته باشد، و حتی نسبتاً بزرگ توربین نوع لامپ تا ۱۰۰ مگاوات یا افقی ممکن است. بسیار بزرگ فرانسیس و کاپلان ماشین‌های معمولاً دارای شفت عمودی چرا که این کار باعث می‌شود بهترین استفاده را از هد موجود، و نصب و راه‌اندازی ژنراتور مقرون به صرفه تر می‌سازد. چرخ Pelton ممکن است به صورت عمودی یا افقی ماشین آلات شفت به دلیل اندازه از ماشین بسیار از هد کمتر است. برخی از توربین ضرب‌های با استفاده از جت آب متعدد در دونده برای افزایش سرعت خاص و محوری شفت تعادل.

## سرعت خاص
سرعت خاص از یک توربین را مشخص شکل توربین در راه است که به اندازه آن نیست. این اجازه می‌دهد تا طراحی توربین‌های جدید از طرح‌های موجود از عملکرد شناخته شده کوچک شده‌است. سرعت خاص است نیز معیارهای اصلی برای تطبیق سایت آبی خاص با توجه به نوع توربین صحیح است. سرعت خاص است که با سرعت توربین تبدیل Q ترشحات خاص، با سر واحد و در نتیجه قادر به تولید قدرت واحد است.

## قوانین میل
قوانین میل اجازه می‌دهد تا خروجی از یک توربین در آزمون مدل پیش‌بینی می‌شود بر اساس. ماکت مینیاتوری از طرح پیشنهادی، در حدود یک فوت (۰٫۳ متر) در قطر، می‌تواند به آزمایش و اندازه‌گیری آزمایشگاه شیمی کاربرد نهایی با اعتماد به نفس بالا. قوانین میل نیاز به شباهت بین مدل آزمون و کاربرد مشتق شده‌است.
جریان از طریق توربین یا توسط یک شیر بزرگ یا توسط دریچه مرتب در اطراف خارج از دونده توربین کنترل شده‌است. سر دیفرانسیل و جریان را می‌توان برای تعداد مقادیر مختلف باز شدن دروازه رسم می‌شود، تولید یک نمودار تپه مورد استفاده قرار گیرد برای نشان دادن بهره‌وری از توربین در شرایط متفاوت است.

## سرعت فراری
سرعت فرار توربین آب، سرعت خود را در جریان کامل و بدون بار محور است. توربین طراحی شده برای زنده ماندن نیروهای مکانیکی از این سرعت است. سازنده امتیاز سرعت فرار را فراهم کند.

## توربین عکس العملی
توربین عکس‌العملی با آب، که تغییرات فشار را به عنوان آن را از طریق توربین حرکت می‌کند و می‌دهد تا انرژی خود را عمل کرده‌است. آن‌ها باید روکشی برای جلوگیری از فشار آب (یا مکش)، یا آن‌ها باید به‌طور کامل در جریان آب غوطه ور شده‌است.
قانون سوم نیوتن توصیف انتقال انرژی برای توربین عکس‌العملی است.
بیشتر آب توربین‌ها در استفاده از توربین عکس‌العملی هستند و در برنامه‌های کاربردی کم هد (<۳۰m/۹۸ فوت) و متوسط (۳۰-۳۰۰m/۹۸-۹۸۴ فوت) استفاده می‌شود. در عکس‌العملی افت فشار توربین رخ می‌دهد در هر دو پره‌های ثابت و متحرک است.

## توربین ضربه‌ای
توربین ضربه‌ای تغییر سرعت جت آب می‌باشد. جت هل بر روی تیغه‌های منحنی توربین است که تغییر جهت جریان می‌باشد. تغییر در نتیجه حرکت (ضربه) باعث می‌شود نیرو را در پره‌های توربین است. از آنجا که توربین در حال چرخش است، این نیرو از طریق از راه دور (کار) عمل می‌کند و جریان آب منحرف شده‌است با انرژی کاهش باقی‌مانده‌است.
قبل از ضربه زدن به پره‌های توربین، فشار آب (انرژی پتانسیل) توسط یک نازل به انرژی جنبشی تبدیل می‌شود و با تمرکز بر روی توربین شده‌است. تغییر فشار در پره‌های توربین رخ می‌دهد، و توربین مسکن برای عمل نیاز ندارد.
قانون دوم نیوتن توصیف انتقال انرژی برای توربین ضربه‌ای ‌است.
توربین ضربه‌ای اغلب در برنامه‌های کاربردی هد بسیار بالا (> ۳۰۰m/۹۸۴ فوت) استفاده می‌شود.

## اثرات زیست‌محیطی

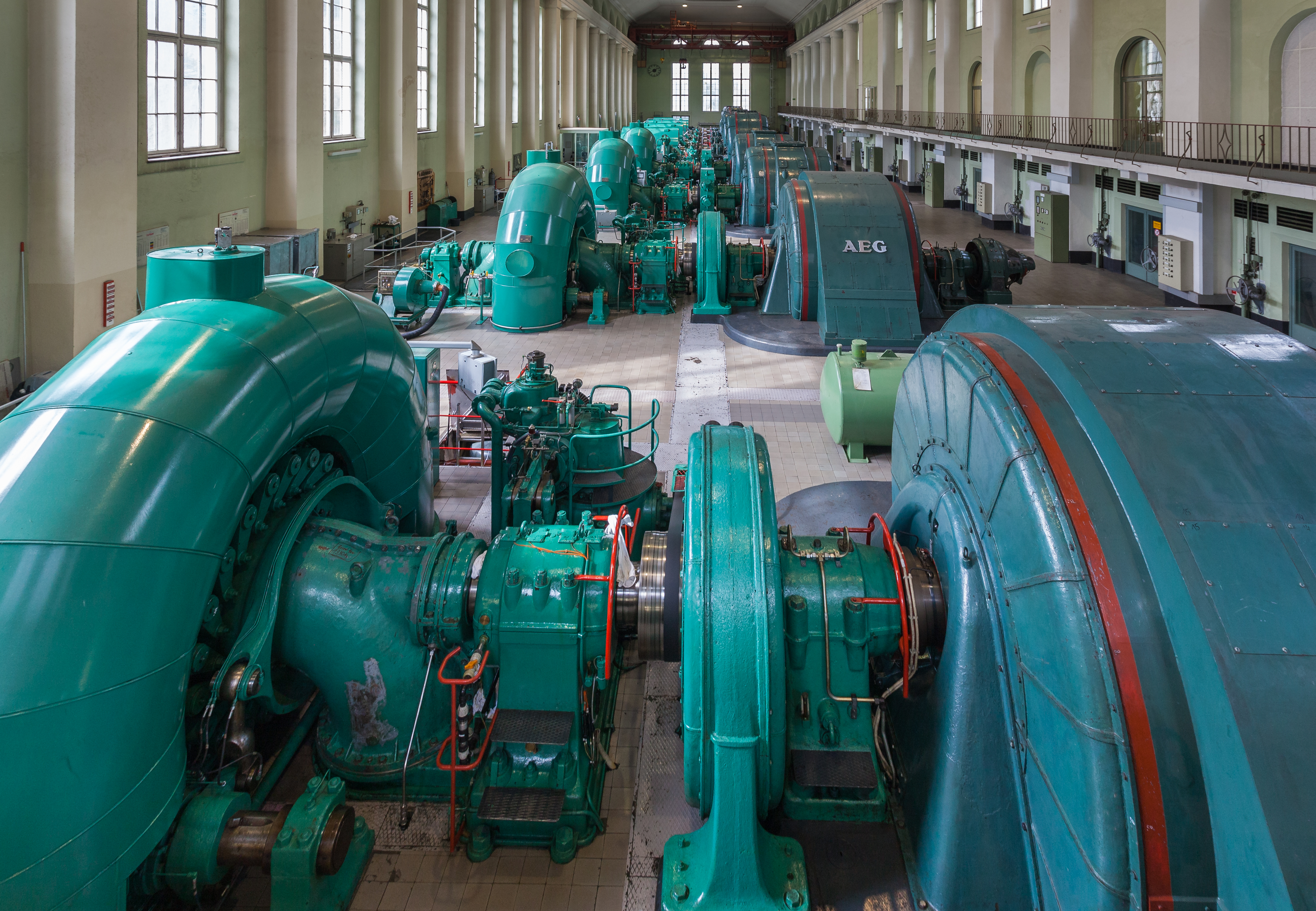
توربین آبی

آب توربین‌ها به‌طور کلی به عنوان یک تولیدکننده قدرت تمیز، به عنوان توربین باعث می‌شود اساساً هیچ تغییری به آب است. آن‌ها با استفاده از یک منبع انرژی تجدید شونده و طراحی شده‌اند تا برای چندین دهه به کار گیرند. آن‌ها تولید مقادیر قابل توجهی از منبع تغذیه الکتریکی در جهان است.
از لحاظ تاریخی نیز وجود دارد پیامدهای منفی، عمدتاً در ارتباط با سدها به‌طور معمول برای تولید برق مورد نیاز بوده‌است. سدها محیط زیست طبیعی از رودخانه‌ها را تغییر می‌دهد، به‌طور بالقوه کشتن ماهی، توقف مهاجرت، و اخلال در معیشت مردم است. به عنوان مثال، قبایل هندی آمریکایی در شمال غربی اقیانوس آرام تا به حال معیشت ساخته شده در اطراف ماهیگیری ماهی قزل آلا، اما تهاجمی سد سازی، راه خود را از زندگی را نابود کردند. سدها نیز باعث کمتر آشکار است، اما عواقب، از جمله افزایش تبخیر آب (به خصوص در مناطق خشک)، ساخت تا از گل و لای در پشت سد، و تغییرات به درجه حرارت آب و الگوهای جریان است. بعضی از مردم [که؟] بر این باورند که ممکن است به ساخت سیستم‌های برق آبی است که منحرف، ماهی‌ها و دیگر موجودات زنده را از شما دور از مصرف توربین بدون آسیب یا از دست دادن قابل توجه قدرت عملکرد تاریخی سازه‌های انحراف فقیر شده‌اند. در ایالات متحده، در حال حاضر غیرقانونی برای جلوگیری از مهاجرت ماهی، برای مثال ماهی خاویاری سفید در معرض خطر بزرگ در شمال امریکا، بنابراین نردبان ماهی باید توسط سازندگان سد ارائه شده‌است. عملکرد واقعی از نردبان ماهی اغلب ضعیف است.

## توربین‌های عکس العملی
در این توربین‌ها آب با گذر از بین پره‌های توربین فشار خود را از دست داده و باعث حرکت رانر می‌شود. توصیف انتقال انرژی به وسیلهٔ قانون سوم نیوتن انجام می‌گیرد. مانند:
- توربین کاپلان (Kaplan, Propeller)
- توربین فرانسیس (Francis)
- توربین تایسون Tyson
- چرخ آبی Water wheel

## توربین‌های ضربه‌ای
در این نوع تغییر فشار به وجود نمی‌آید و با یک نازل سرعت آب افزایش داده می‌شود و آب به پره‌ها ضربه می‌زند. مانند:
- توربین پلتون  (Pelton)
- توربین تورگو  Turgo
- Michell-Banki یا Crossflow یا Ossberger

## توان خروجی
توان از فرمول زیر محاسبه می‌شود:
{\displaystyle P=\eta \cdot \rho \cdot g\cdot h\cdot {\dot {q}}}
که در آن η راندمان توربین، ρ چگالی آب، g شتاب ثقل، h ارتفاع نظیر فشار آب و q دبی آب می‌باشد.
در مورد نصب توربین‌ها هم می‌توانند دارای محور افقی و هم عمودی باشند. پلتون به هر دو نوع ساخته می‌شود اما فرانسیس و کاپلان‌های بزرگ معمولاً عمودی هستند.
همچنین در مورد ارتفاع و دبی هم تقسیم‌بندی می‌شوند. (البته ارتفاع به مراتب مهم‌تر از دبی است.) ضربه‌ای‌ها در ارتفاع خیلی بالا استفاده می‌شوند و عکس‌العملی‌ها هم در رنج وسیعی از ارتفاع (H همان ارتفاع و به متر است) به کار می‌روند.

سرعت نامی، ns، مشخصه‌ای است که تعیین می‌کند چه توربینی به چه موقعیت سدی سازگاری دارد. این سرعت می‌تواند به صورت توان یک واحد بازای یک واحد ارتفاع بیان شود. فرمول زیر سرعت نامی را بیان می‌کند (در این فرمول n سرعت دور بر دقیقه‌است.):
رابطه فوق باید در ۲۶۲۶/۰ ضرب شود تا از واحذ انگلیسی به واحد متریک تبدیل شود.
البته می‌توان با استفاده از Ω که سرعت زاویه‌ای با واحد رادیان بر ثانیه‌است فرمول بی واحد زیر را به دست آورد:
حال با استفاده از ارتفاع و دبی موجود و سرعت خواسته شده، سرعت نامی را به دست می‌آوریم. از این پس با روابط تحلیلی می‌توان ابعاد توربین را به دست آورد. معمولاً توربین‌های کمترین سرعت را در رنج ۱ تا ۱۰ دارند. توربین‌های فرانسیس بین ۱۰ تا ۱۰۰ بوده و کاپلان هم حداقل ۱۰۰ است.

## سرعت فرار
سرعت با حداکثر جریان و بدون بار.
همچنین با استفاده از مدل‌های آزمایشگاهی در ابعاد ۱ فوت می‌توان آزمایش‌ها را انجام داد و با استفاده از قوانین وابستگی (Affinity Law) نتایج را به مدل واقعی تعمیم داد.

## قوانین تشابه
اگر ابعاد توربین ثابت باشد:
سرعت ارتباط مستقیم با دبی ورودی دارد:
{\displaystyle N_{2}/N_{1}=Q_{2}/Q_{1}}
سرعت متناسب است با جذر دوم ارتفاع.
{\displaystyle (N_{2}/N_{1})2=H_{2}/H_{1}}
در نتیجه سرعت متناسب است با جذر سوم توان هیدرولیکی.
{\displaystyle (N_{2}/N_{1})3=P_{2}/P_{1}}

## تلمبه‌ای ذخیره‌ای
نیروگاه آبی می‌تواند در زمان غیر پیک برق اضافه شبکه را گرفته و به صورت پمپ کار کرده و آب را به بالای سد ببرد و در هنگام پیک مانند دیگر توربین‌ها آب را رها کرده و برق را تولید کند.
بین ۷۰ تا ۸۰ درصد توانی که برای پمپ مصرف می‌شود دوباره احیا می‌شود.